# Jiale
Jiale (kinesiska: 嘉乐镇, 嘉乐) är en köping i Kina. Den ligger i provinsen Sichuan, i den sydvästra delen av landet, omkring 260 kilometer söder om provinshuvudstaden Chengdu. Antalet invånare är 13 728. Befolkningen består av 6 726 kvinnor och 7 002 män. Barn under 15 år utgör 24,0 %, vuxna 15-64 år 63 %, och äldre över 65 år 11,0 %.
Genomsnittlig årsnederbörd är 1 362 millimeter. Den regnigaste månaden är augusti, med i genomsnitt 270 mm nederbörd, och den torraste är december, med 21 mm nederbörd.